# A lovakat lelövik, ugye? (film)
A lovakat lelövik, ugye? (They Shoot Horses, Don’t They?) egy 1969-es amerikai filmdráma Sydney Pollack rendezésében. A film alapjául Horace McCoy azonos című regénye szolgált. A produkciót kilenc Oscar-díjra jelölték, melyből egyet megnyert legjobb férfi mellékszereplő kategóriában.
A magyar mozik 1972. február 24-én mutatták be feliratosan, szinkronizálva pedig 1980. augusztus 19-én vetítette a Magyar Televízió.

## Cselekmény
|  | Alább a cselekmény részletei következnek! |

A film Robert Sylverton (Michael Sarrazin) visszaemlékezésével indul. Robertet még egyelőre ismeretlen okból elkövetett bűncselekménnyel vádolják. A férfi a tengerparton sétál, emlékképei a gyermekkora felé vetülnek: látott egy lovat, amint az eltöri a lábát, majd, hogy megkíméljék a további szenvedéstől, lelövik az állatot. Ahogy Robert kószálgat a környéken, besétál egy épületbe, ahol éppen egy táncversenyre tartanak válogatást. Az egyik jelölt, Gloria (Jane Fonda), partnerét nem engedik indulni, mert köhög, Gloria azonban nem hagyja magát csakúgy félreállítani, és addig makacskodik, amíg az elnök, Rocky (Gig Young) kiválasztja a tömegből Robertet.
A nem mindennapi táncverseny kezdetét veszi, a párok addig táncolnak, amíg bírják, így a verseny hetekig elhúzódhat. A nyertes 1500 dolláros pénzdíjat kap. A versenyzők között van a két színész, Alice (Susannah York) és Joel (Robert Fields), abban a reményben, hogy felfedezik őket, az idős tengerész, Harry (Red Button) és partnere Shirley (Allyn Ann McLerie), valamint az elszegényedett gazda, James (Bruce Dern) és a várandós felesége, Ruby (Bonnie Bedelia). Kezdetben nem nagy a közönség, és sok pár kiesik az első héten. A verseny nagyon kimerítő, akár az éjszaka közepén is felriasztják a női és férfi hálót a tánc folytatására. Gloria kritikus szemmel kíséri Rubyt, akinek mint kiderül, a nagy szegénységük ellenére férje nem engedte elvetetni a gyermeküket. Gloria kíméletlenül kritizálja Rubyt, kivívva ezzel férje haragját, de Robert megvédi.
Robert és Gloria a verseny alatt jobban megismerik egymást – a barátja lett, mint mondta azt Robert a bírónak –, Gloria kezdetleges karótnyelt magatartása feloldódik kissé, és elmeséli Robertnak, hogy színész akart lenni, de sosem futott be, öngyilkos akart lenni, párja pedig megcsalta, és újra akarja kezdeni. A verseny feszes tempója kezd megmutatkozni az embereken. Shirley hisztériás rohamot kap, mikor azt hiszi, hogy valami szaladgál a bőrén és össze-vissza csipkedi, az ápolónők nem bírnak vele. Rocky, az elnök szalad be, hogy megnyugtassa. Gloria szarkasztikusan megjegyzi magának, hogy csak azért csinálta, hogy több pontot kapjon, de ahhoz ez túl valóságos produkció volt. A nézőközönség száma közben egyre emelkedik, a nézők pedig szponzorálni kezdik kedvenc párjaikat. Alice, a színésznő egy nap nem találja váltásruháját és a kozmetikáit, és megvádolja a nőket, hogy ellopták tőle, azonban mindenki csak nevet rajta, ugyan kinek kéne a ruhája? Egyedül Robert veszi komolyan a nőt, és megtalálja a holmijait egy szemetesben. Mikor jelenti Rockynak az esetet, Rocky nem adja vissza Alice-nek a dolgait, és bevallja Robertnek, hogy ő vette el Alice-től a cuccait. Magyarázatként azt adja, hogy a közönséget sokkal jobban érdekli a verseny fizikai megpróbáltatása.
Ehhez mérten Rocky kitalál a táncmaratonnak egy új kihívást. A párokat egy körben tíz percen át futásnak engedi, az utolsó három helyen végzett pár pedig kiesik. Az ezt követő táncparádé alig hasonlít már táncra, a partnerek egymást próbálják megtartani, ha pedig valaki földre kerül, görkorcsolyázó ellenőrök suhannak melléje, és mint a bokszban a padlóra kerüléskor, tízig számolnak felette esélyt adva a felkelésre. Robert klausztrofóbiás lesz, és a szünetben kimegy, hogy napfényt és friss levegőt szívjon magába, míg a többiek visszavonulnak a hálóba, az ápolók pedig próbálják őket gatyába rázni. Alice-szel a lopás óta nagyot fordult a világ, nem ismeri meg magát a tükörben. Egyetlen vigasza, hogy felkeltette Robert érdeklődését, ezért oda kívánja magát adni neki, azonban a felzendülő szokásos jelzés a versenyre (ami inkább légiriadóra hasonlít) félbeszakítja őket. Ahogy Robert siet Gloriához, Gloria pont látja, hogy Robert és Alice a szünetben együtt voltak, és levonja a következtetéseit. Hogy elégtételt vegyen, Rockyhoz megy, és lefekszik vele, majd lecseréli Robertet Alice partnerére, Joelre.
Joel és Gloria azonban nem alkotnak sokáig egy párt, Joel megkapta a várva várt állásajánlatát, így faképnél hagyja Gloriát, aki pár híján, meg kell várnia, míg valaki kiesik. Az idős tengerésszel csoportosul, aki a következő tízperces futásnál váratlanul nehézségekbe ütközik, és nem kap levegőt. Gloria kénytelen a hátára venni, és úgy húzni, és átér a célvonalon. Az idős Harry azonban nem kel fel, összeesik a mellette lévő Alice ölébe, és senki nem érti, mi történt. Mikor az ápolók elviszik azzal a mondattal, hogy jobban lesz, Alice idegösszeroppanást kap, mert pontosan tudja, hogy a tengerész meghalt a verseny alatt. Alice és Harry kiesésével Gloria és Robert ismét egy párként küzdenek tovább. Az újraegyesülés örömére Rocky előáll egy meglepő javaslattal: Gloriának és Robertnak össze kéne házasodnia. Gloria felháborodik, mire Rocky kitálal, hogy ez a maraton nem az, aminek tűnik. Az orvosi ellátás, a mosás, a telefon, a büfé költsége mind le lesz vonva a nyertes pénzdíjból, ami pedig abból ezután marad, aligha lehet jutalomnak nevezni.
Gloria és Robert kiábrándultan hagyják ott a versenyt, ami így nélkülük folytatódik, a versenyzők között még mindig ott lévő Jamesszel és Rubyval. Gloria előhúzza pisztolyát, hogy öngyilkos lesz, azonban képtelen megtenni. Robertet kéri segítségül, aki teljesíti azt egy szó nélkül. Mikor a rendőrség a kocsiba ülteti Robertet, és megkérdezik, miért lőtte le Gloriát, a férfi ezt mondja: A lovakat lelövik, ugye?  
|  | Itt a vége a cselekmény részletezésének! |

## Szereplők
| Színész           | Szerep          | Magyar hangja    |
| ----------------- | --------------- | ---------------- |
| Jane Fonda        | Gloria Beatty   | Farkas Zsuzsa    |
| Michael Sarrazin  | Robert Syverton | Kertész Péter    |
| Susannah York     | Alice LeBlanc   | Mányai Zsuzsa    |
| Gig Young         | Rocky           | Szabó Sándor     |
| Red Buttons       | Harry Kline     | Dégi István      |
| Bonnie Bedelia    | Ruby            | Egri Kati        |
| Bruce Dern        | James           | Csikos Gábor     |
| Allyn Ann McLerie | Shirley         | Pápai Erzsi      |
| Robert Fields     | Joel            | Tahi Tóth László |
| Michael Conrad    | Rollo           | Buss Gyula       |
| Al Lewis          | Turkey          | Horváth Gyula    |
| Madge Kennedy     | Mrs. Leydon     | n.a              |

további magyar hangok: Győry Ilona, Elekes Pál

## Háttértörténet
McCoy regénye nem puszta kitaláció volt. A táncmaratonok léteztek, a társadalom egy olyan szegletét célozva meg, amelyek abban lelték örömüket, ha másokat gyötrődni láttak. A táncmaratonok aranykora a nagy gazdasági válság alatt érkezett el, mikor a sok munkanélküli amerikai pénz reményében benevezett erre a "versenyre".

## Kritika
A film 85%-ot ért el huszonhat értékelés alapján a Rotten Tomatoeson. A kritika szerint kiváló korrajza a nagy világválságnak. A Variety magazin szerint az élet egy fajta egzisztenciális allegóriája. Dicsérték Jane Fonda és Gig Young alakítását is.
A New York Times Pollack legjobb rendezésének tartotta a filmet.
„Valami olyat próbál velünk közölni, amit még nem tudunk az emberi természetről és az amerikai társadalomról.” – írta Roger Ebert kritikus, a filmmel tökéletesen elégedetten. A film „a kapitalizmus sötét oldalát világítja meg, emléket állítva a válság időszakának, ami szerencsére mára eltűnt.” – írta a Turner Classic Movies, amely szintén kiemelte a színészgárda erősségeit. A produkciót BAFTA-díjra, Golden Globe-díjra és Oscar-díjra jelölték, mindegyikből egyet-egyet elnyert.

## Hatása a kultúrában
A film megjelenésével az adaptált könyv címe közkedvelt referencia lett. A szavakkal játszva televíziós sorozatok, médiaszemélyiségek alkották meg a saját megoldásaikat, közülük néhány: Mike és Molly, Szívek szállodája, Kerge város, White Liars, Webster, Network First, Ohara.

## Díjak és jelölések
| Díj              | Kategória                                               | Eredmény |
| ---------------- | ------------------------------------------------------- | -------- |
| BAFTA-díj        | legjobb női főszereplő – Jane Fonda                     | Jelölve  |
| BAFTA-díj        | legjobb férfi mellékszereplő – Gig Young                | Jelölve  |
| BAFTA-díj        | legjobb női mellékszereplő – Susannah York              | Elnyerte |
| BAFTA-díj        | legígéretesebb elsőfilmes főszereplő – Michael Sarrazin | Jelölve  |
| BAFTA-díj        | legjobb vágás                                           | Jelölve  |
| BAFTA-díj        | legjobb forgatókönyv                                    | Jelölve  |
| Golden Globe-díj | legjobb filmdráma                                       | Jelölve  |
| Golden Globe-díj | legjobb rendező                                         | Jelölve  |
| Golden Globe-díj | legjobb női főszereplő – Jane Fonda                     | Jelölve  |
| Golden Globe-díj | legjobb férfi mellékszereplő – Gig Young                | Elnyerte |
| Golden Globe-díj | legjobb férfi mellékszereplő – Red Buttons              | Jelölve  |
| Golden Globe-díj | legjobb női mellékszereplő – Susannah York              | Jelölve  |
| Oscar-díj        | legjobb rendező                                         | Jelölve  |
| Oscar-díj        | legjobb női főszereplő – Jane Fonda                     | Jelölve  |
| Oscar-díj        | legjobb férfi mellékszereplő – Gig Young                | Elnyerte |
| Oscar-díj        | legjobb női mellékszereplő – Susannah York              | Jelölve  |
| Oscar-díj        | legjobb adaptált forgatókönyv                           | Jelölve  |
| Oscar-díj        | legjobb látványtervezés                                 | Jelölve  |
| Oscar-díj        | legjobb jelmeztervezés                                  | Jelölve  |
| Oscar-díj        | legjobb vágás                                           | Jelölve  |
| Oscar-díj        | legjobb eredeti filmzene                                | Jelölve  |